# Broncia Koller-Pinell
Broncia Koller-Pinell (Sanok, 25 de fevereiro de 1863 – Oberwaltersdorf, 26 de abril de 1934) foi uma pintora expressionista austríaca, conhecida por seus retratos e naturezas-mortas.

## Biografia
Nascida como Bronisława Pineles, em 1863, Broncia nasceu em uma família judaica em Sanok, no que hoje é a Polônia. Seu pai, Saul Pineles, era arquiteto de fortificações militares. Em 1870, a família mudou-se para Viena, onde começou um negócio de manufatura e alterou o sobrenome para "Pinell". Durante esse período, Broncia recebeu aulas particulares de arte com o pintor austríaco Alois Delug. Em 1885, fez sua primeira exposição pública. Nos cinco anos seguintes, estudou em Munique na Damenakademie da Associação de Artistas de Munique, sob a orientação de Ludwig von Herterich. Suas obras foram expostas em lugares como o Vienna Künstlerhaus, Munique e Leipzig. Em 1893, ela participou da Exposição Mundial Colombiana em Chicago, no edifício dedicado às mulheres.
Em 1896, desafiando os desejos de sua família, Broncia casou-se com o físico e industrial Hugo Koller, que era católico. Embora seus filhos tenham sido criados como cristãos, ela nunca se converteu. O casal viveu em Salzburgo e Nuremberg antes de retornar a Viena em 1902. Nesse período, Broncia foi aceita como membro da Secessão de Viena. Em 1904, herdou uma casa em Oberwaltersdorf, que foi decorada por Josef Hoffmann e Koloman Moser, artistas associados à Secessão. Lá, ela estabeleceu um renomado salão cultural frequentado por artistas como Egon Schiele, Anton Faistauer e Albert Paris Gütersloh.
Em 1907, pintou um retrato de seu colega mais próximo, Heinrich Schröder. Nos anos de 1908 e 1909, participou de exposições do Grupo Klimt. Em 1911, realizou uma grande exposição conjunta com Schröder na Galeria Miethke, em Viena, cujo catálogo está preservado na coleção digital do Museu Belvedere. A exposição recebeu destaque na imprensa, sendo amplamente comentada por Bertha Zuckerkandl-Szeps no jornal Wiener Allgemeine Zeitung.
Em 1913, Broncia tornou-se membro da Associação de Artistas Austríacos, que sucedeu o Grupo Klimt, e participou de exposições internacionais em cidades como Budapeste, Bruxelas, Leipzig e Roma. Após a Primeira Guerra Mundial, Broncia manteve laços artísticos estreitos com figuras como Anton Faistauer, Albert Paris Gütersloh e Egon Schiele. Em 1918, Schiele pintou um retrato de Hugo Koller, hoje parte da coleção do Museu Belvedere. No mesmo ano, Broncia retratou Egon Schiele e sua esposa durante uma estadia em Oberwaltersdorf.
Em 1919, participou de exposições com o grupo Der Wassermann em Salzburgo. Em 1924, foi retratada pelo pintor alemão Carl Hofer. Em 1927, suas obras foram incluídas na primeira exposição de arte feminina vienense no Museu de Artes Aplicadas (MAK), ao lado de artistas como Helene Funke e Maria Cyrenius. Na década de 1930, Broncia também expôs com a Secessão de Munique.  

## Morte
Broncia faleceu em 24 de abril de 1934, em Oberwaltersdorf, na Áustria, depois de uma longa doença, e foi enterrada no cemitério de Döbling. Após sua morte, Heinrich Schröder escreveu à filha de Broncia, Silvia: “É um consolo saber que sua vida foi extremamente talentosa, mesmo que o mundo, especialmente os artistas de Viena, não tenham compreendido seu valor. Havia mundos em diferença. Sua contribuição vai muito além da breve duração de sua vida.” 
Seu filho, Rupert (1896–1976), tornou-se maestro e foi casado brevemente com a escultora Anna Mahler. Sua filha, Silvia (1898–1963), também seguiu carreira como pintora.

## Galeria

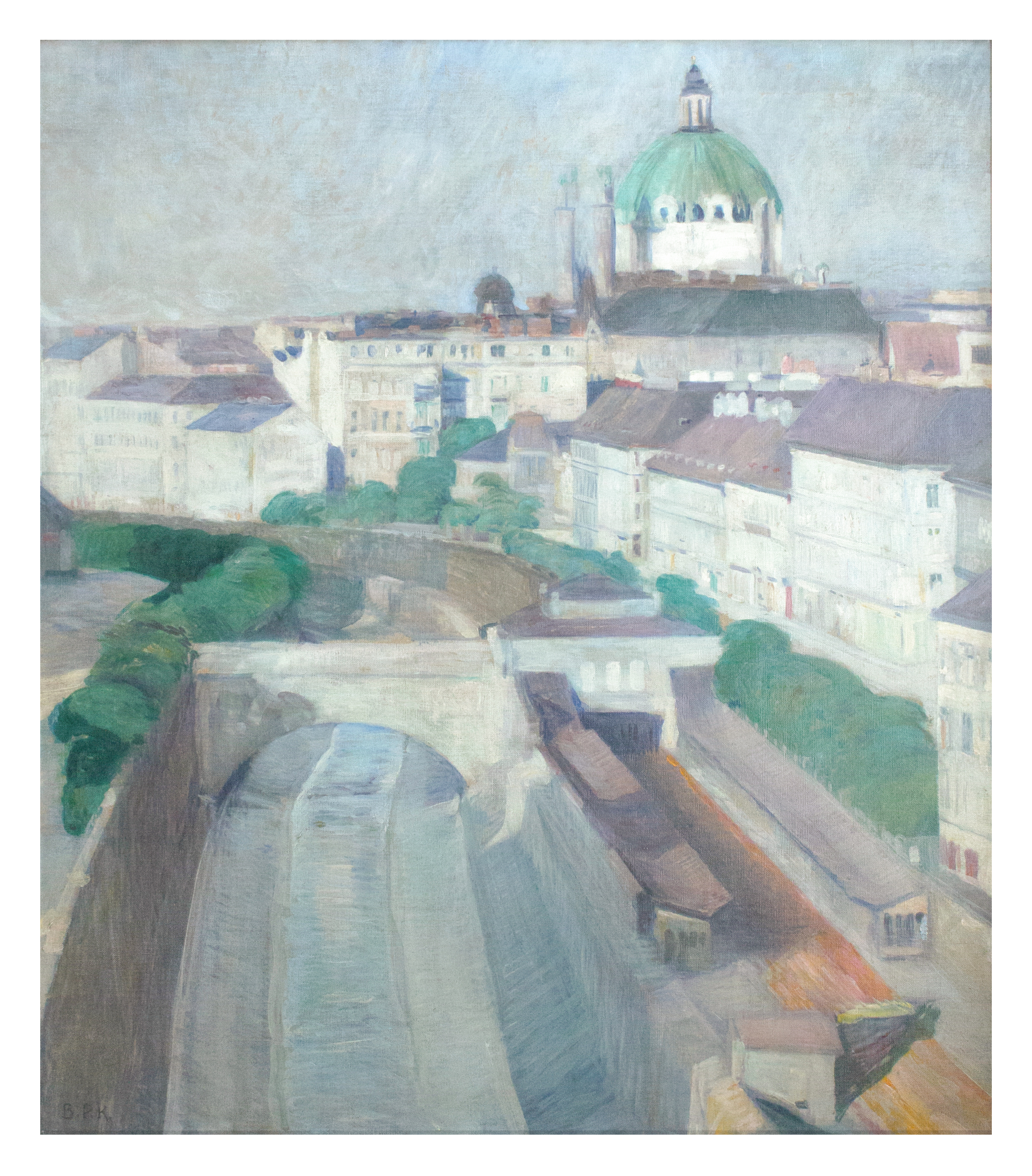
"Blick über das Wiental", de 1902
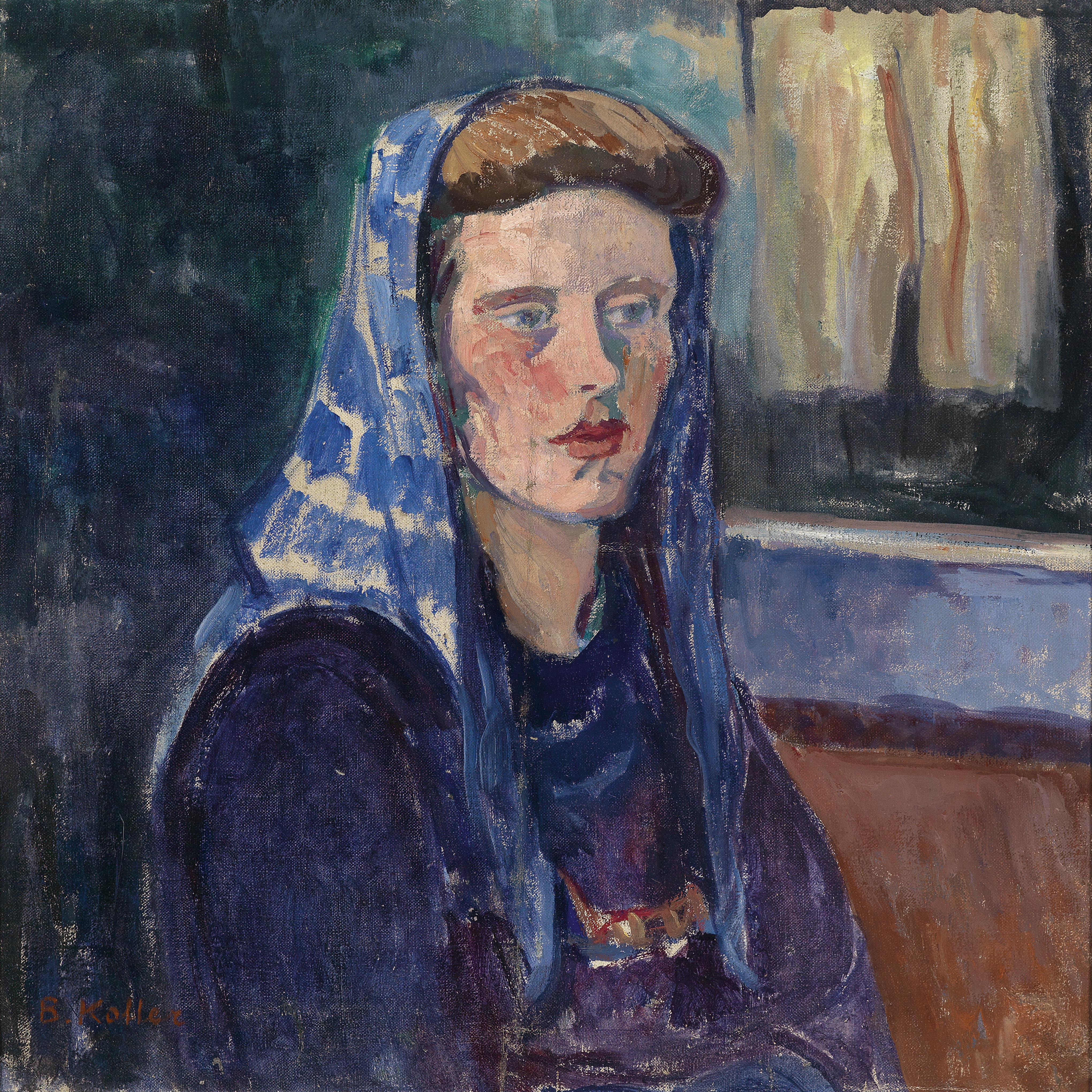
Woman with Blue Headscarf (data desconhecida)
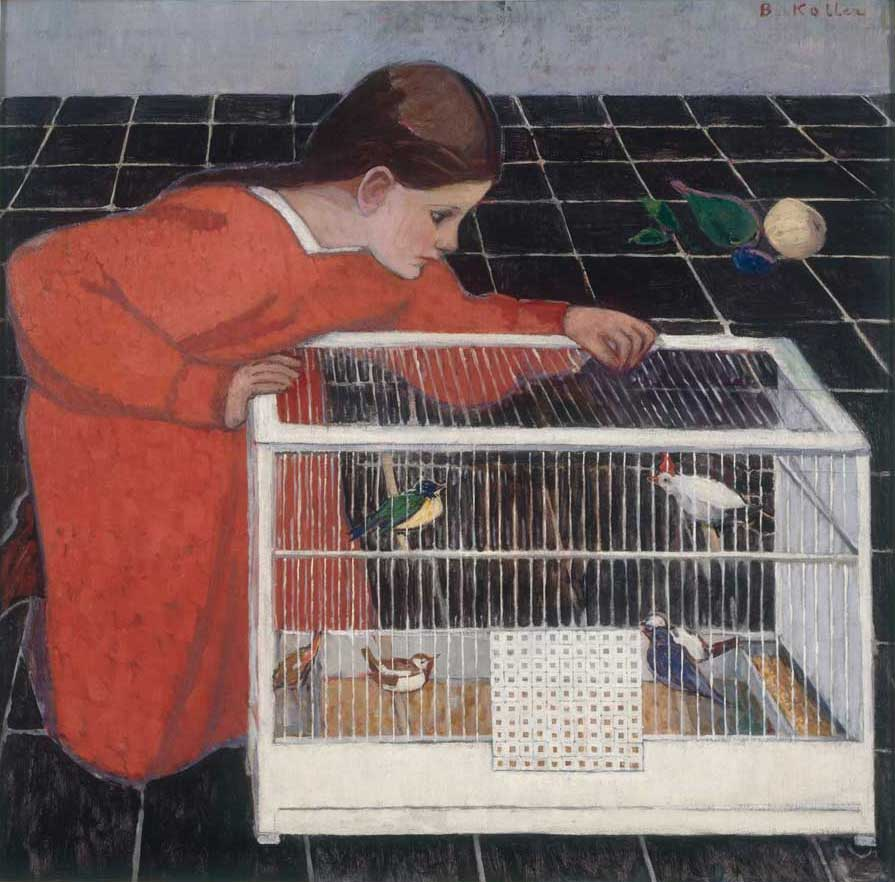
Silvia Koller with Bird Cage (c.1905)
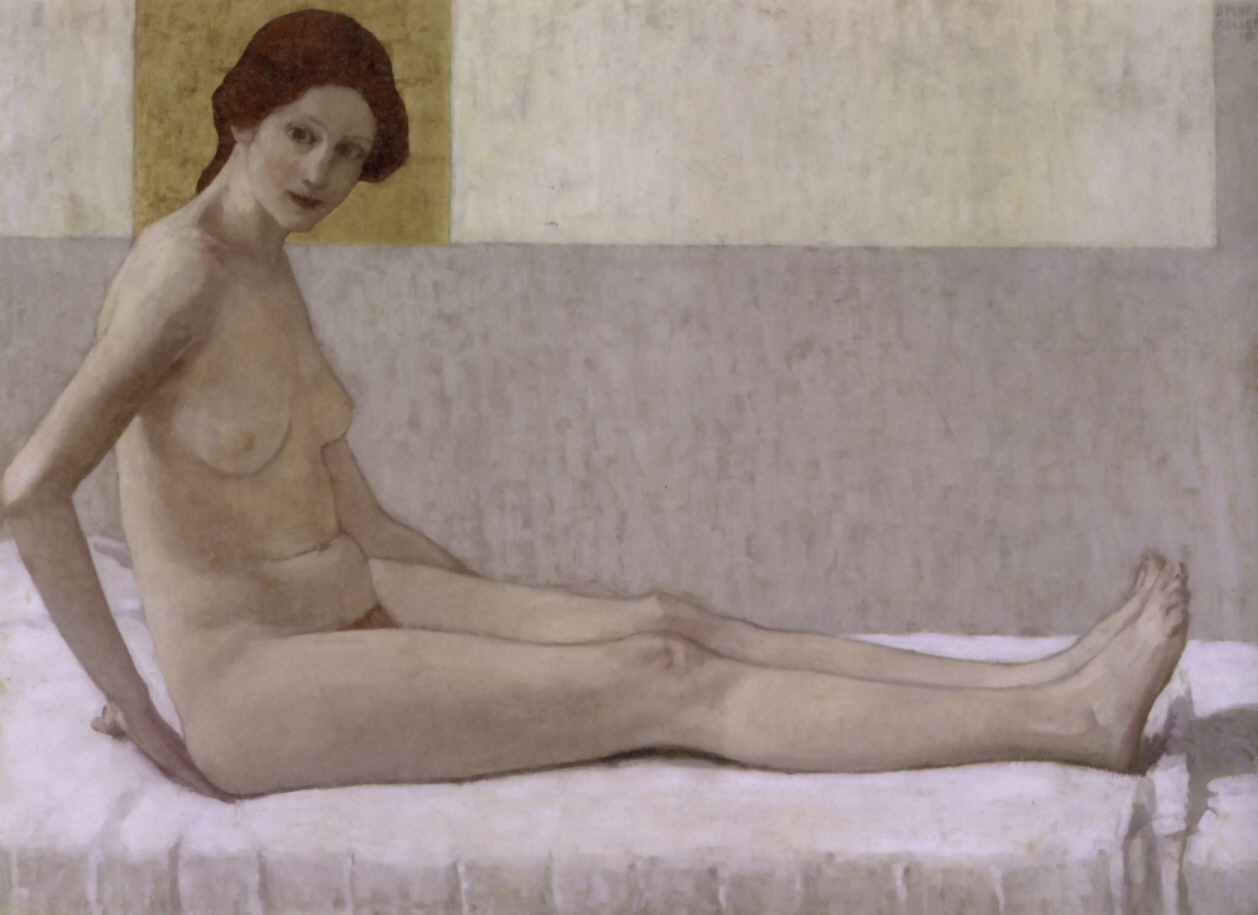
Sitting (1907)
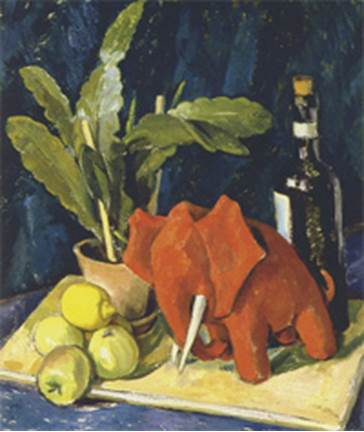
Still-life with Red Elephant (c.1920)
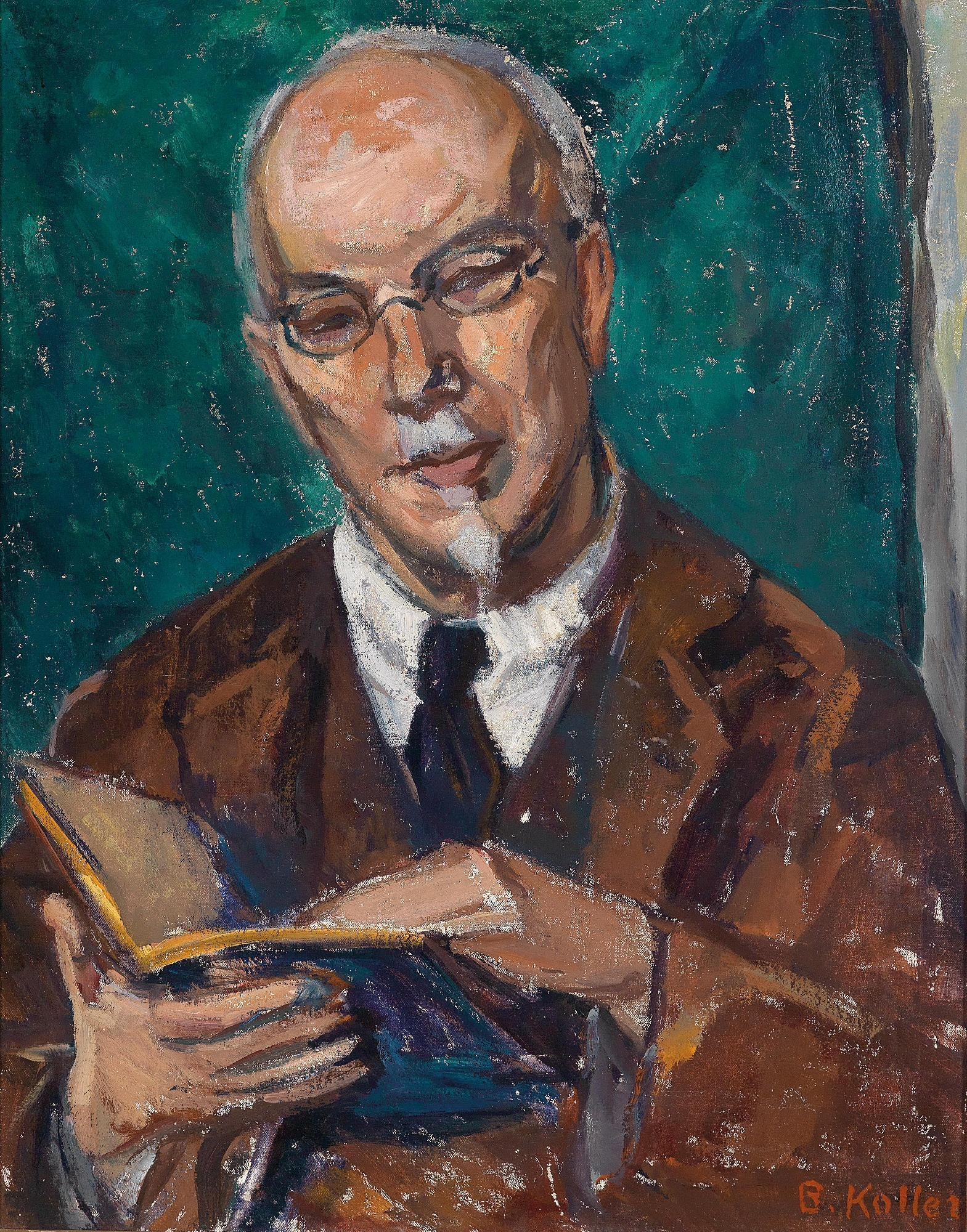
Retrato de Friedrich Eckstein (1920s)